# Брасси, Томас (железнодорожник)
Томас Брасси (Брэсси) (англ. Thomas Brassey; 7 ноября 1805 — 8 декабря 1870) — английский инженер, подрядчик, участвовавший в строительстве большей части железных дорог в XIX веке. 

## Биография
Начальное образование получил дома, с 12 лет учился в King's School в Честере. По окончании школы в 16 лет пошёл в ученики к геодезисту Уильяму Лоутону. В ходе проектирования строительства дороги из Шрусбери в Холихед (теперь это дорога А5) он познакомился с известным инженером Томасом Телфордом. В возрасте 21 года, в партнерстве с Лоутоном, образовали фирму «Лоутон и Брасси» (Lawton and Brassey).
Женитьба 27 декабря 1831 года на Марии Фаррингтон Харрисон, дочери состоятельного бизнесмена ещё больше упрочило положение Томаса Брасси в английском обществе. Именно жена посоветовала ему принять участие в тендере на строительство десятимильного участка линии Grand Junction Railway, которая должна была связать Бирмингем и Манчестер. Этот контракт включал строительство виадука Пенкридж, который был успешно выполнен. После этого Томас Брасси работает по другим контрактам на севере Англии и Шотландии. 
К 1847 году он построил около трети железных дорог в Британии, и к окончанию своей жизни в 1870 году построил одну из каждых двадцати миль железных дорог в мире. В том числе три четверти железнодорожных линий во Франции, основные железнодорожные линии во многих других европейских странах, а также в Канаде, Австралии, Южной Америке и Индии.

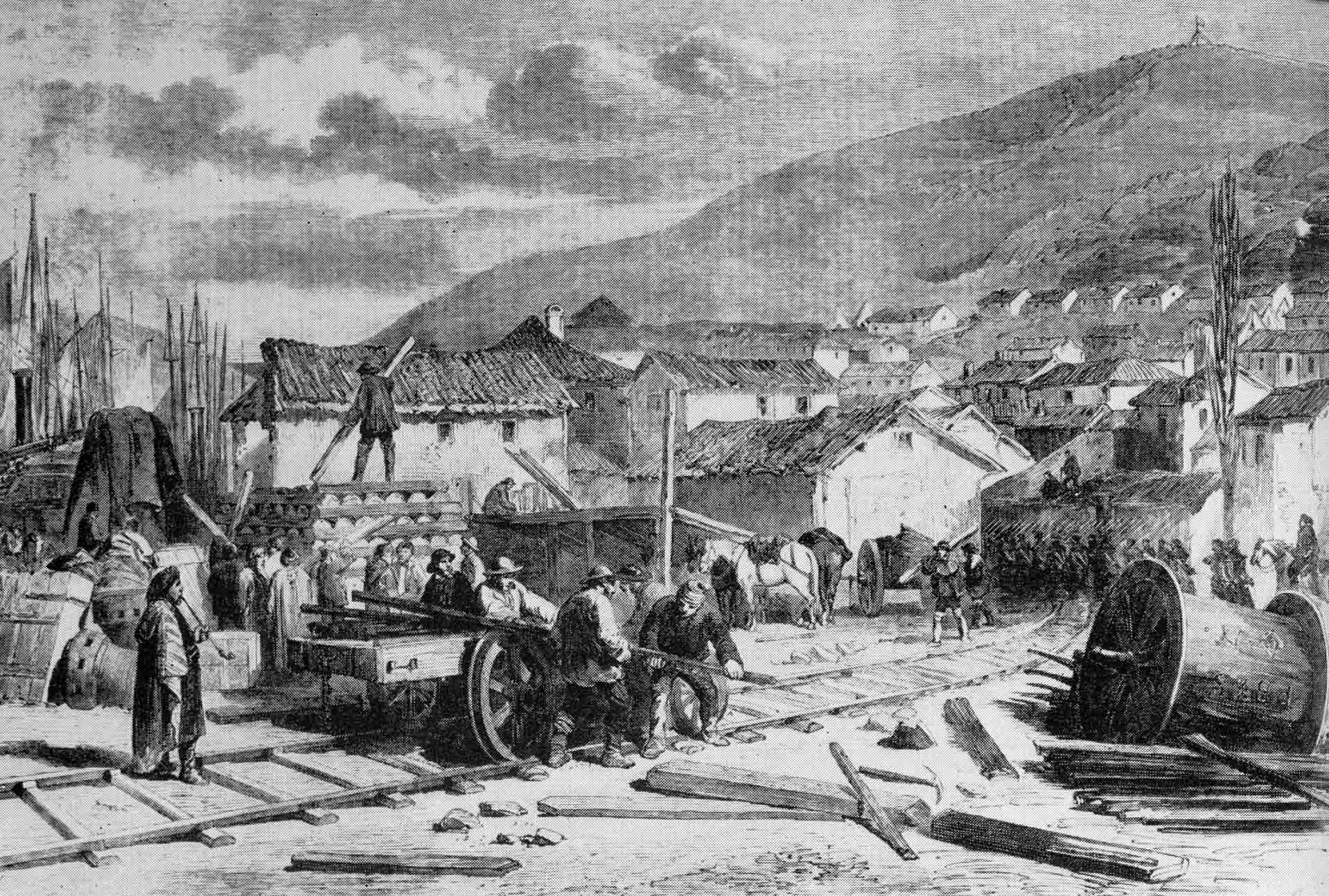
Строительство Балаклавской железной дороги 1854

В 1855 во время Крымской войны участвовал в строительстве Балаклавской железной дороги. Первые 11 км дороги были построены в течение семи недель. Данная железная дорога сыграла значительную роль в успешной осаде союзниками Севастополя.
Помимо строительства железных дорог и железнодорожного машиностроения он принимал активное участие в строительстве пароходов, шахт, локомотивных заводов, морского телеграфа, систем водоснабжения и канализации. Он построил часть лондонской канализационной системы, которая все еще работает сегодня, и был крупным акционером парохода «Грейт Истерн», спроектированного Изамбардом Брюнелем, единственного корабля, достаточно большого в то время, чтобы проложить первый трансатлантический телеграфный кабель через Северную Атлантику в 1864 году. Он оставил состояние более 5 миллиона фунтов, что эквивалентно примерно 600 миллионам фунтов стерлингов в 2020 году.